# Pulau Samosir
Pulau Samosir är en ö i Indonesien.   Den ligger i provinsen Sumatera Utara, i den västra delen av landet, 1 300 km nordväst om huvudstaden Jakarta. Arean är 630 kvadratkilometer. Pulau Samosir ligger i sjön Danau Toba.